# 廣慈院
22°59′47″N 120°12′25″E / 22.996457°N 120.206911°E
廣慈院，又名廣慈庵，是位於臺灣臺南市中西區的觀音寺，兼祀五福大帝。

## 歷史

### 清治時期
依高拱乾所纂的《臺灣府志》，此庵創建於清治康熙三十一年（1692年），前面有準提閣（今台南法華寺），到了周元文所纂修的《重修臺灣府志》卻記載此庵「今圯未脩」。臺灣觀音寺的匾額調查中，以此庵的匾額「廣慈院」為最早，為康熙三十一年，與創建年代相同。昔日為府城四大尼庵之一。
起初規模甚小，後因得病的諸羅縣知縣張𤣹祈求而痊癒，遂獻金增建寺宇。
根據道光二十六年（1846年）所立碑文〈重修廣慈院碑記〉，該院初為張𤣹所籌建，並且收取「年徵香租粟六十五石」。在捐贈名單中，除了有當地郊商以及彰邑販戶外，較特別的是黃姓、丁姓師爺等捐銀。

### 日治時期
日治明治二十九年（1896年），日本佛教曹洞宗若生國榮、芳川雄悟抵達台南，致力於縣內各處佛寺與齋堂的布教，很多寺院同曹洞宗締結本末關係。1900年，分別由岡田原龍、大場道賢、島津博巖、井上秀夫諸師到此寺、與德化堂、萬福院等共修並說教。
據許丙丁回憶，從清治到日治時，名為「壽山班」、「福海班」這兩班亂彈戲班的戲館皆設於此。明治四十三年（1910年）2月3日的《臺灣日日新報》報導廣慈庵新募集了一個戲班，成員皆是14、15歲，名叫「玉記班」，開演三天用低廉的票價來吸引觀眾。
大正四年（1915年）調查，廟址為廣慈庵街丁10番地；大正九年（1920年）後改為大正町三丁目13番地。

### 戰後時期
廣慈庵受到戰火而殘缺不堪，神像剝落，信徒銳減，幾乎荒廢，當時觀世音菩薩降鸞指示，請來全臺白龍庵的五福大帝坐鎮，再度吸引了不少信徒前來膜拜，成為佛、道兼供奉的寺廟。
民國五十一年（1962年）因廟宇傾塌，再度修繕。韋馱、伽藍門神為潘麗水民國七十三年（1984年）的作品。民國八十二年（1993年）都市計畫將此寺旁的公園路九十四巷截為兩段，此廟寺縮減大半，原本院前方的蓮花池、花園、菜圃、龍眼井，全成為道路。
劉來欽擔任帆寮慈蔭亭主委期間，對該院、石精臼開基共善堂、鹿耳門天后宮、大崗山超峰寺等寺廟都時有捐獻。

## 祭祀
三川殿奉祀彌勒菩薩，兩旁為哼哈二將。
正殿主祀觀世音菩薩，並祀文殊菩薩、普賢菩薩、釋迦摩尼佛、地藏王菩薩、大鵬金翅鳥，陪祀迦葉尊者、阿難尊者、註生娘娘、張太爺公、韋馱尊者、伽藍尊者、十八羅漢。該院奉祀張太爺公即為張𤣹，據《嘉義縣志》記載，張𤣹去世後，人民懷其德，在廣慈院及竹溪寺中均有塑像供奉。
左廂房則是祭祀五福大帝（五靈公），另祀有三官大帝、趙府千歲、玄天上帝、大聖爺公、中壇元帥以及虎爺等。